# من دار لدار (مسلسل)
من دار لدار هو مسلسل تلفزيوني اجتماعي مغربي، يُعالج دراما حياة الخادمات اللواتي يفرض عليهن القدر التنقل من بيت لآخر بعد معاناة الويلات والاضطهاد الاجتماعي.
المسلسل من بطولة فاطمة الركراكي وإنتاج الإذاعة والتلفزة المغربية والمتمثلة في قناة الأولى وإخراج عبد الرحمن ملين.
مسلسل من دار لدار عُرض في أربع مواسم على القناة الأولى المغربية الموسم الأول تم إنتاجه سنة 1996 والموسم الثاني في 1998 يليه الموسم الثالث سنة 1999 ثم الموسم الأخير سنة 2002، وهو مسلسل يعرض حلقات منفصلة تتضمن مواضيع متعلقة بمشاكل الخادمات وصراعهم مع مالكات البيوت.

## القصة
يُعالج دراما حياة الخادمات اللواتي يفرض عليهن القدر التنقل من بيت لآخر بعد معاناة الويلات والاضطهاد الاجتماعي. يُعالج المسلسل وبجرأة ظواهر اجتماعية مسكوت عنها في المجتمع المغربي، كما يبث الثقة ويبرز أوجه ونوع المساعدة التي يمكن لضحايا هذه الظاهرة الحصول عليها والمكان الملزوم قصده.مثل فيه نخبة من الممثلين المغاربة